# Sentayehu Ejigu

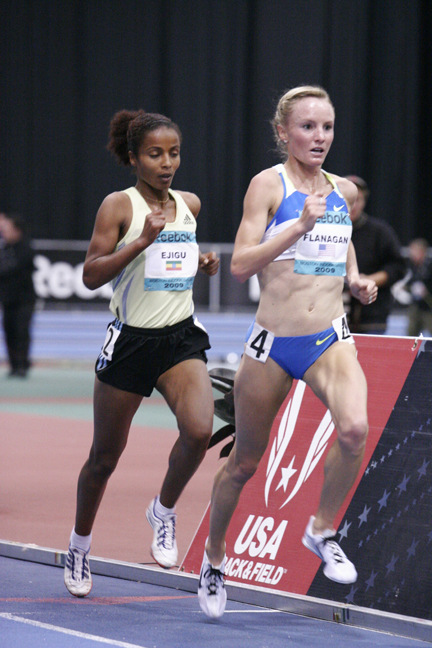
Sentayehu Ejigu (links) im Zweikampf mit Shalane Flanagan, Boston 2009

Sentayehu Ejigu (* 21. Juni 1985 in Debre Markos) ist eine äthiopische Langstreckenläuferin.
Die Dritte der Jugendweltmeisterschaften von 2001 im 1500-Meter-Lauf blieb im Jahr darauf zum ersten Mal über 5000 Meter unter 15 Minuten. 2004 steigerte sie sich auf 14:35,18 min und wurde Zehnte bei den Olympischen Spielen in Athen. Danach wurde sie längere Zeit von Knöchel- und Wadenschmerzen geplagt; dennoch wurde sie bei den Hallenweltmeisterschaften 2006 in Moskau Vierte über 3000 Meter. Da sie eine kranke Schwester bis zu deren Tod im Oktober 2007 betreute, stellte sie ihre Karriere zurück und stieg erst 2008 wieder voll ins Training ein.
2009 wurde sie Vierte über 5000 Meter bei den Weltmeisterschaften in Berlin. Im Jahr darauf gewann sie jeweils Bronze über 3000 Meter bei den Hallenweltmeisterschaften in Doha und über 5000 Meter bei den Afrikameisterschaften in Nairobi.
2011 siegte sie beim World’s Best 10K.
Sie ist die zehnte von elf Geschwistern und stammt aus einer Kaufmannsfamilie. Ihr Lauftalent wurde in der Schule entdeckt, und Ende der 1990er Jahre zog sie nach Addis Abeba. Dort schloss sie sich dem Verein Banks an, wo sie ihren späteren Ehemann, den Mittelstreckenläufer Berhanu Alemu, kennenlernte.

## Bestzeiten
- 1500 m: 4:15,89 min, 13. Juli 2001, Debrecen
- 3000 m: 8:28,41 min, 22. Juli 2010, Monaco
  - Halle: 8:25,27 min, 6. Februar 2010, Stuttgart
- 5000 m: 14:28,39 min, 16. Juli 2010, Saint-Denis
  - Halle: 14:46,80 min, 10. Februar 2010, Stockholm
- 10-km-Straßenlauf: 31:50 min, 27. Februar 2011, San Juan